# Нев, Альберт Августович
Альберт Августович Нев (фр. Albert Louis Georges Nève;  4 [16] марта 1864, Льеж, Валлония — 11 января 1933, Бельгия) — крупный бельгийский промышленник, инженер-механик Льежского университета. Учредитель Русско-бельгийского акционерного общества в г. Льеж, основатель Таганрогского котельного завода (1896), с 1900 по 1916 год — директор Таганрогского металлургического завода (Главноуправляющий делами Таганрогского металлургического общества).

## Биография
Родился в Бофэ (провинция Льеж), Шофонтен, Бельгия. Альберт Нев окончил университет в Льеже и вскоре, в самом начале своей карьеры, стал самым молодым директором завода в Бельгии.
Его родителями были Август Нев (1812—1880) — доктор юридических наук, заместитель мирового судьи, адвокат и бургомистр Бофэ и Лоренс Трасенстер (1825—1900).
У него был брат Джордж Нев (1852—1926).
16 июля 1891 года он женился на Хелен Роуз Микаэль, рождённой 20 января 1867 года в г. Эмбург, коммуна Шофонтен (Бельгия), умершей в 1945 году в возрасте 78 лет. У них был сын Генри (1892—1945).
В Таганрог Альберт Нев прибыл в конце 1895 года, по настоянию своего дяди, влиятельного промышленника, директора предприятия «Société d’Ougrée» по производству стали в пригороде Льежа и Таганрогской Металлургической Компании — Густава Тразанстэра. Там Нев руководил строительством административного здания компании «Альберт Нев, Вильде и К°». 23 апреля 1899 года были утверждены условия деятельности в России Бельгийского акционерного общества под наименованием «Анонимное Общество для эксплоатаціи машиностроительнаго и котельнаго заводовъ Альберт Невъ, Вильдъ и Ко въ Таганрогѣ», с которыми можно ознакомиться в Третьем собрании Законов Российской империи.
В 1896 году Нев временно заменил заболевшего директора Таганрогской Металлургической Компании Жюля Герпеньи (фр. Jules Herpeignes). После смерти Герпеньи в 1900 году Альберт Нев в возрасте 34 лет стал её новым директором.
В 1902 году был назначен бельгийским консулом в Таганроге. Выделил под дипломатическую миссию одну комнату в своём доме на углу Гимназической улицы и Кампенгаузенского переулка. Сейчас в этом реконструированном доме находится ресторанно-гостиничный комплекс.
В 1918 году оставил все посты в Таганроге (котельное и металлургическое производство, консульство) и уехал в Бельгию. 28 февраля Таганрогский металлургический завод, а 15 марта 1918 года Таганрогский котельный завод путём конфискации были национализированы.
11 января 1933 года Александр Нев умер.